# Opius insulicola
Opius insulicola är en stekelart som beskrevs av Vladimir Ivanovich Tobias 2004. Opius insulicola ingår i släktet Opius och familjen bracksteklar. Inga underarter finns listade i Catalogue of Life.